# Wangenitzbach
Der Wangenitzbach ist ein Bach in der Gemeinde Mörtschach (Bezirk Spittal an der Drau, Kärnten). Der Bach entspringt am Wangenitzsee und mündet zwischen Unterburgstall und Stampfen in die Möll.

## Verlauf und Charakter
Der Wangenitzbach entspringt als Abfluss des Wangenitzsees in der südlichen Schobergruppe nahe an der Grenze zu Osttirol. Er fließt durch das von Westen nach Osten geneigte Wangenitztal, das von einem eiszeitlichen Gletscher zu einem Trogtal geformt wurde. Der Wangenitzbach verläuft zunächst über Geröll der Ladinigalm zu, passiert die Pußnigalm und nimmt rechtsseitig den Prititschbach auf. Rechtsseitig mündet kurz darauf der Steinbach ein, der den Steinsee entwässert. In der Folge durchfließt der Wangenitzbach die Almflächen der Wangenitzalm und passiert danach bis zur Mündung dicht bewaldetes Gebiet sowie bewaldete Schluchten. Nach Eintritt ins Mölltal mündet der Wangenitzbach südlich von Unterburgstall bzw. nördlich von Stampfen in die Möll.
Das Einzugsgebiet des Wangenitzbach besteht aus Altkristallin mit Glimmerschiefer, Amphibolit, Amphibolitgneis, Eklogit und Peridotit auf, wobei der Wangenitzbach montane, subalpine und alpine Vegetationsstufen durchfließt. Auf Grund der mehrfachen Steilstufen weist der Bach ein durchschnittliches Gefälle von 23 % auf. Der Bach  fließt im Mittellauf durch flache, aufgeweitete Mäanderstrecken mit Moorvegetation auf, im Unterlauf besteht ein ausgeprägter Auwaldgürtel. Der Bach weist keinerlei anthropogene Beeinträchtigungen auf.